# Гнездиловы (дворянский род)
Гнездиловы — древний русский дворянский род.
Род внесён в родословную книгу Орловской губернии.

## История рода
Тринадцать представителей рода владели поместьями в Орловском уезде (1594).
Курченин Степан Гнездилов упоминается (1620—1623), а Фёдор Фёдорович (1637). Фёдор и Мартын Гнездиловы владели поместьями в Рязанском уезде (1630). Толмач Корнилий Гнездилов подал челобитную с просьбой о награждении его за крымскую службу (1638). Сын боярский Гурий Гнездилов владел поместьем отца в Яблоновском уезде (1643). Иван Гнездилов голова у ратных людей в Обояни (1664). Толмач Посольского приказа Карп Степанович Гнездилов, за старостью, отпущен в Чудов монастырь (1661). Гнездилов Михаил владел поместьями в Оренбургской губернии (1895), Гнездилов Максим Михайлович (1900) дворянин - войсковой старшина (Оренбургского 2-й казачьего полка).

## Известные представители
- Гнездилов Мартын Фёдорович — арзамасский городовой дворянин (1627-†1629)[2].
- Гнездилов Максим — козловский сын боярский (1648)[1].
- Гнездилов Михаил — дворянин  (1870)
- Гнездилов Николай — ветеран Великой Отечественной Войны (1925) [3]